# 다카기 데이지
다카기 데이지(일본어: 高木 貞治, 1875년 4월 21일 ~ 1960년 2월 28일)는 유체론으로 잘 알려진 일본의 수학자이다.

## 일대기
1875년 4월 21일 일본 기후현에서 태어나 중학교에서 수학을 배우기 시작했다. 영재 학생으로서 고등학교에 들어갔고, 그 당시 일본에 하나 밖에 없었던 대학인 도쿄 제국대학에 입학했다. 그리고 독일인 수학자인 다비트 힐베르트의 도움으로 독일 괴팅겐 대학교에서 공부했다. 그곳에서 대수적 수론을 연구하고 많은 양의 수학책과 기하학책을 썼다. 제2차 세계 대전 때는 일본 제국에 협력하여 암호 체계를 개발하였다. 1960년 2월 28일, 뇌졸중으로 인해 85세의 나이로 사망하였다.

## 상훈
- 1912년 12월 18일 : 훈4등 서보장[2]
- 1940년 : 문화훈장